# Langdon Park (DLR)
Langdon Park is een station van de Docklands Light Railway in de Londense wijk Poplar. Het station werd in 2007 in gebruik genomen. Het ligt tussen de stations All Saints en Devons Road.